# Râul Schinoasa
Râul Schinoasa (în ucraineană Скиноса) este un râu care străbate sudul Republicii Moldova și sud-vestul Regiunii Odesa din Ucraina, afluent de stâng al râului Cogâlnic.

## Date geografice
Are o lungime de 53 km și o suprafață a bazinului de 343 km². Râul izvorăște de lângă Dealul Ciuhurean (239 m), din apropierea satului Sagaidac (Raionul Cimișlia, Republica Moldova), curge pe direcția sud, străbate teritoriile raioanelor Cimișlia și Basarabeasca din Republica Moldova, traversează frontiera dintre Republica Moldova și Ucraina, trecând apoi în Raionul Tarutino din Regiunea Odesa (Ucraina). Pe măsură ce coboară spre vărsare străbate o zonă joasă din Bazinul Mării Negre și se varsă în râul Cogâlnic, în apropierea satului Leipțig. El are un debit foarte mic, iar în verile mai secetoase poate chiar seca pe unele segmente. Apele sale sunt folosite în irigații.
Râul Schinoasa traversează următoarele sate: Sagaidac, Satul Nou, Selemet, Mihailovca, Bogdanovca, Iserlia, Petrești (Peterstal), Curudgica, Colăceni și Leipțig. 